# 飯野糸穂子
飯野 糸穂子（いいの しほこ）は日本のピアニスト、教育者。

## 来歴
桐朋女子高等学校音楽科卒業、同大学音楽学部在学中、フランス政府招聘給費留学生としてパリ国立高等音楽院ピアノ科入学。同校ピアノ科一等賞卒業。室内楽二等賞、ソルフェージュ、アナリーゼ、デシフラージュのディプロマ取得。在仏中各地でリサイタル、ラジオ・フランス出演｡モナコのレーニエ大公一家、R.バール首相等の晩餐会に招かれて演奏。ヘルシンキのシベリウス・アカデミーにて研修｡フィンランド各地で演奏｡
東京をはじめ各地でリサイタル、室内楽等出演｡NHK-FM、ヤルヴェンパーにおけるシベリウス・ウィーク、ハメーンリンナ･シベリウスフェスティヴァル等の音楽祭出演｡
ピアノを伊達ナナ、吉井梢、舘野泉、L.コハンスキー、井口秋子、イヴォンヌ・ロリオ（メシアン夫人）、ジェルメーヌ・ムニエ、マグダ・タリアフェロ、ロベール/ギャビー/ジャン・カサドシュ他に、室内楽をギー・ドゥプリュ、ジャック・ランスロに師事｡プラハにおいてユージン・インジック、ヨセフ・ハーラ、B.ノヴォトニー他に師事｡
現在、洗足学園音楽大学講師、日本シベリウス協会理事･事務局長、日本ピアノ教育連盟会員｡

## 企画・主催
- 1996年より国内外のゲストを迎えてサロンコンサートを主宰（2009年までに32回終了）。
- 1999年より毎月1回飯野病院「いきいきコンサート」（2015年3月現在189回,継続中）及び2005年より毎月1回 「赤ちゃんとママとパパの音楽会」を企画､演奏しクラシック音楽の普及にも努めている。
- また2006年より2010年まで洗足学園音楽大学の演奏会実習ゼミを担当し、学生コンサートの企画立案を指導して毎年5回コンサートを開催。

## 主な共演者（順不同）
- B.グルナ(フランス国立管弦楽団オーボエ･ソリスト）
- M.ドゥヴラン（同バスーンソリスト）
- M.L.ブルボー(元ウィーン国立歌劇場メゾソプラノ)、紫園香（フルート奏者））
- G.ワルブレヒト(元新日フィル・ヴィオラ奏者)、花崎薫（新日フィル首席チェリスト）
- 石川静(クーベリックトリオ）、カレル・フィアラ（同チェリスト））
- 長崎千恵(元大阪シンフォニカー・フルート奏者)、十亀有子（東フィルフルート奏者）
- 菅原淳(元読売日本交響楽団首席ティンパニー奏者)
- V.プラッツ(パリ管弦楽団首席フルート奏者)、佐藤光(パリ管弦楽団チェロ奏者)
- 岡部千栄子(ソプラノ､元フィンランド国立オペラ劇場歌手)、D.ラクロ(フランス放送フィルハーモニー管弦楽団首席チェロ奏者)
- 江口有香(日フィル、コンサートミストレス)、江口心一(都響チェリスト)
- 山口裕之(元NHK交響楽団コンサートマスター）、
- <.ニエミネン（ウィーン国立歌劇場専属バリトン）
- 酒井秀明（フルート洗足学園音楽大学教授）、千葉直師（同クラリネット）、
- 松本健司（N響クラリネット奏者）、小林裕（東フィル首席オーボエ奏者）
- シュターミッツ・カルテット（チェコ）
- 十亀有子（東フィルフルート奏者）
- 高山健児（読響コントラバス奏者）
- クァルテット・ヒムヌス（小林朋子、山本翔平、松井直之、髙木慶太）

他多数